# أنور هميلة
أنور هميلة (من مواليد 14 يوليو 1974 في سوسة) حكم دولي مساعد إختاره الإتحاد الدولي لكرة القدم ليكون ضمن حكام بطولة كأس العالم لكرة القدم 2018 بروسيا.

## مسيرته التحكيمية
شارك في كاس افريقيا 2013 في جنوب افريقيا، كاس افريقيا 2015 في غينيا الاستوائية وكاس افريقيا 2017 في الغابون. كما شارك في كاس العالم لاقل من 17 سنة في 3 مناسبات، في الامارات 2013 والشيلي 2015 والهند 2017.